# Літуече
Літуече (ісп. Litueche) — селище в Чилі. Адміністративний центр однойменної комуни. Населення — 2479 осіб (2002). Селище і комуна входить до складу провінції Карденаль-Каро та регіону Лібертадор-Хенераль-Бернардо-О'Хіггінс.
Територія — 619 км². Чисельність населення — 6294 мешканців (2017). Щільність населення — 10,2 чол./км².

## Розташування
Селище розташоване за 93 км на захід від адміністративного центру області міста Ранкагуа та за 40 км на північний схід від адміністративного центру провінції міста Пічилему.
Комуна межує:
- на півночі — з комуною Сан-Педро
- на сході — з комуною Лас-Кабрас
- на південному сході — з комуною Ла-Естрелья
- на півдні — з комуною Марчіуе
- на північному заході — з комуною Навідад

На заході комуни розташований Тихий океан.